# Chrysopa scalai
Chrysopa scalai är en insektsart som beskrevs av Navás 1917. Chrysopa scalai ingår i släktet Chrysopa och familjen guldögonsländor. Inga underarter finns listade i Catalogue of Life.